# Meropathus vectis
Meropathus vectis är en skalbaggsart som beskrevs av Perkins 1980. Meropathus vectis ingår i släktet Meropathus och familjen vattenbrynsbaggar. Inga underarter finns listade i Catalogue of Life.